# جيمي فيلالوبوس
جيمي فيلالوبوس (بالإنجليزية: Jimmie Villalobos) هو لاعب كرة قدم أمريكي، ولد في 21 يوليو 1995 في بيكرسفيلد في الولايات المتحدة.

## وصلات خارجية
- جيمي فيلالوبوس على موقع قاعدة بيانات كرة القدم.إي يو (الإنجليزية)
- جيمي فيلالوبوس على موقع Soccerway.com (الإنجليزية)